# Голяма комета (1577)
Голямата комета от 1577 година (астрономическо означение C/1577 V1) е космически обект, преминал много близо до Земята през 1577 година след Христа. Кометата е изучавана от датския астроном Тихо Брахе, и неговите прецизни записки по-късно спомагат на Йоханес Кеплер да сформира своите закони за движение на небесните тела. Въпреки точните си изчисления относно траекторията на кометата, той не е бил в състояние да определи точното разстояние, на което тя е била отдалечена от Земята. Кометата е един от първите подобни обекти, изучавани подробно от астрономите.